# Acrobacia aérea

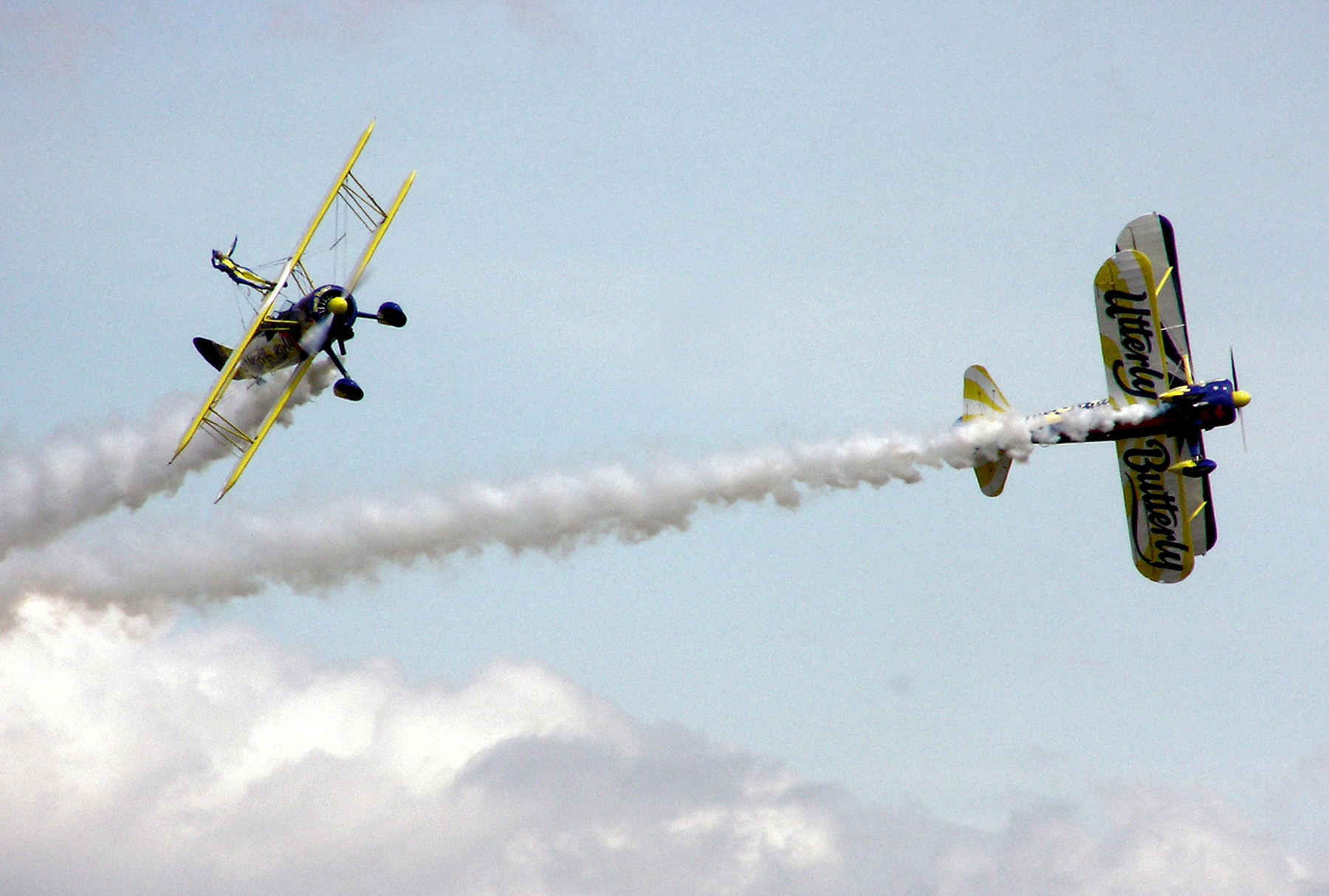
El equipo acrobático Utterly Butterly, de Reino Unido, efectuando una rutina con sus Boeing-Stearman Modelo 75. Nótese que están modificados para llevar un pasajero encima de las alas, en posición vertical.

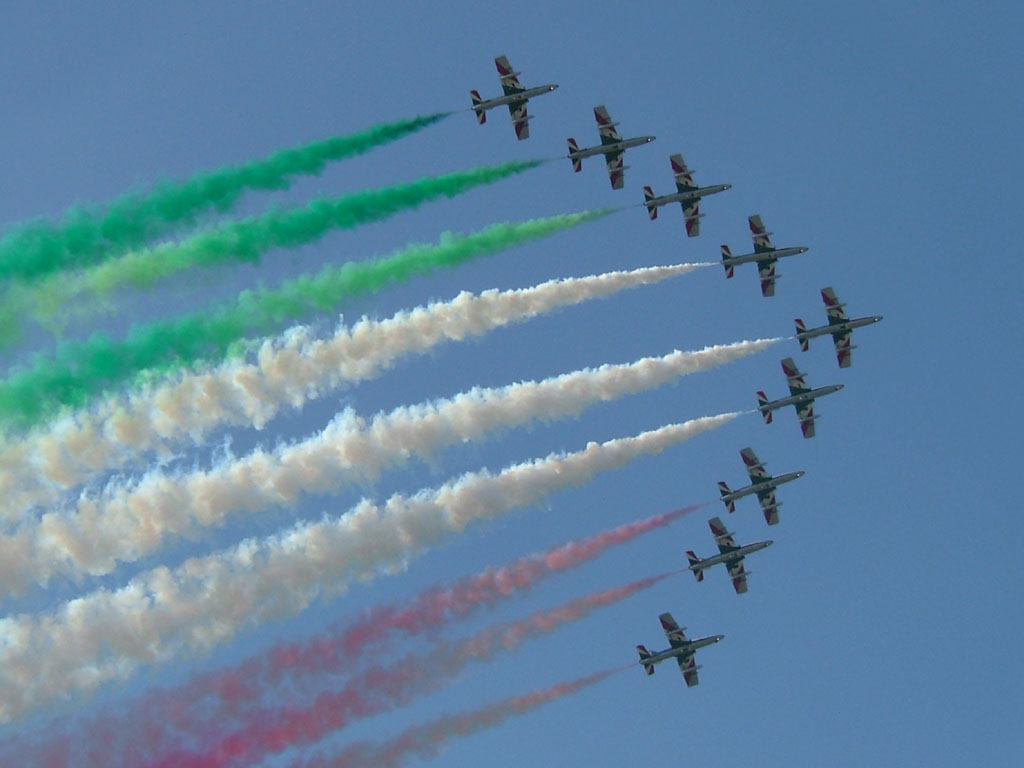
Frecce Tricolori en formación.

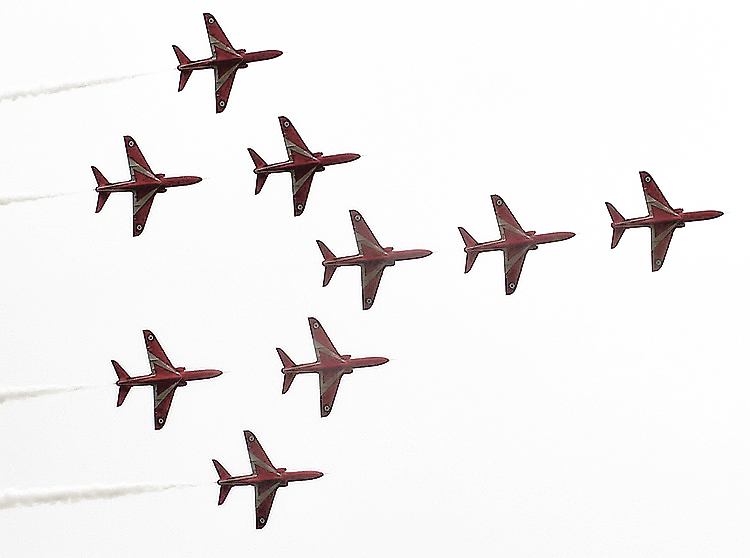
Red Arrows en formación Concorde.

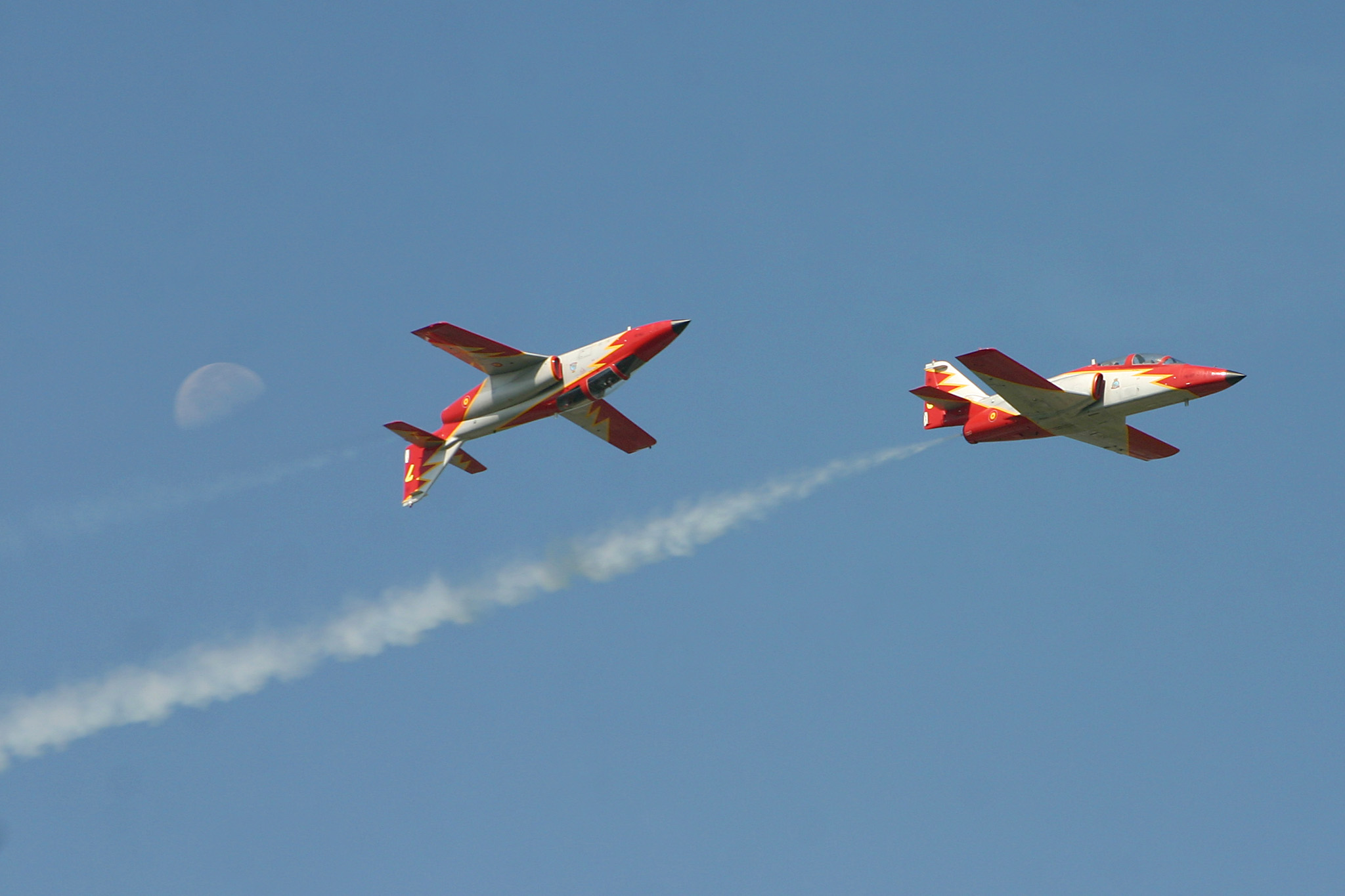
Dos C-101 de la Patrulla Águila.

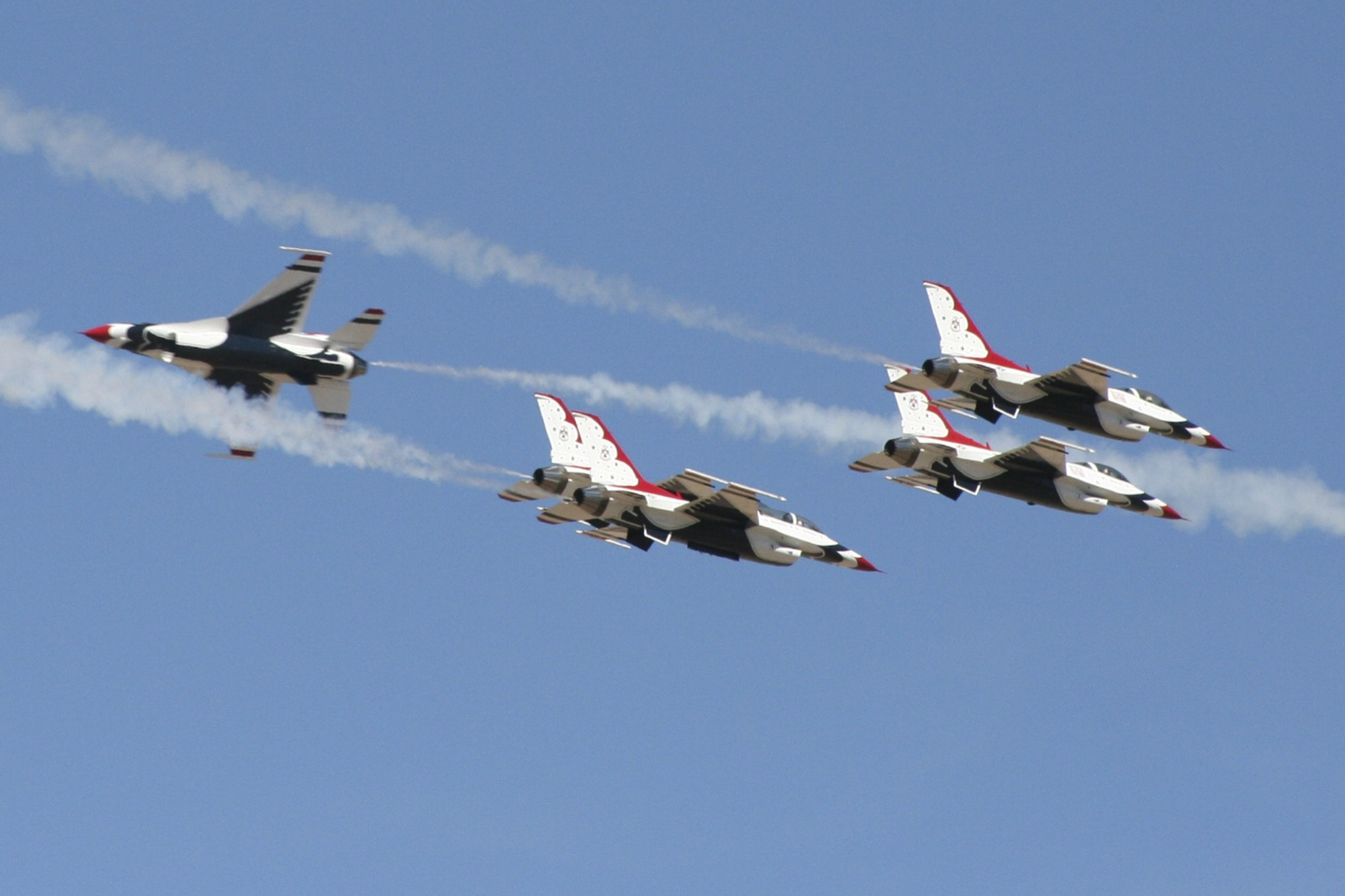
Cinco F-16 de los Thunderbirds.

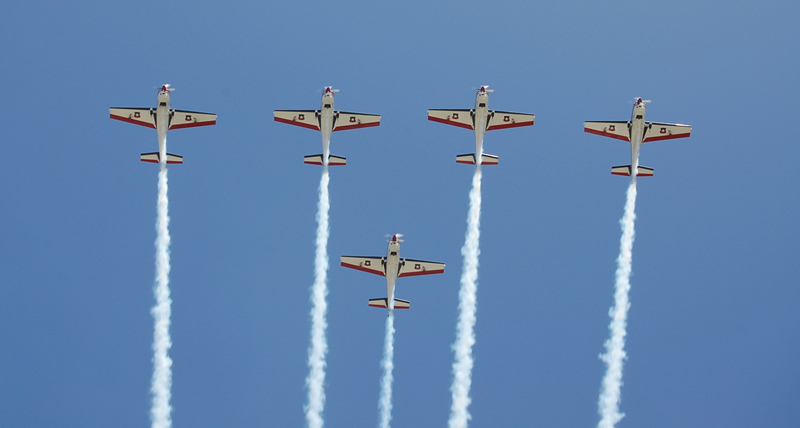
Cinco Extra 300L de la Fuerza Aérea de Chile en la Escuadrilla de Alta Acrobacia Halcones de Chile.

La acrobacia aérea, también llamada vuelo acrobático, es la realización de maniobras y piruetas con un avión acrobático.

## Descripción
La mayoría de las maniobras acrobáticas incluyen la rotación del aparato sobre su eje longitudinal (movimiento conocido como alabeo), sobre su eje transversal (movimiento conocido como cabeceo) o sobre su eje vertical (movimiento conocido como guiñada). Las maniobras acrobáticas se realizan habitualmente enlazadas, lo que requiere un mayor nivel de dominio por parte del piloto pero incrementa enormemente el espectáculo de una demostración acrobática.
La acrobacia aérea está reconocida como un deporte. Se compite en varias categorías, que se diferencian según su habilidad:
- Elemental (Primary o Graduate), los niveles de iniciación
- Deportivo (Sportsman)
- Intermedio (Intermediate)
- Avanzado (Advanced)
- Ilimitado (Unlimited)

El mayor nivel de destreza está representado en la categoría Unlimited (Ilimitado), en la que los pilotos realizan maniobras de extrema complejidad bajo grandes aceleraciones de hasta +/- 12 g (fuerza g).  En algunos países, el piloto debe llevar un paracaídas cuando realiza acrobacias.

## Visión general

### Primeros años
Durante los primeros años de la aviación, algunos pilotos usaban sus aviones para entretener al público en exhibiciones aéreas. Las maniobras realizadas, escogidas por su belleza o peligrosidad, no tenían mayor propósito que el de impresionar a los espectadores.
En España, el primer o segundo piloto del que se conoce una maniobra de acrobacia aérea fue el vizcaíno Manuel Zubiaga-Aldecoa, con un aeroplano de su propiedad con el que rizó el rizo —looping— sobre Liverpool; sería el sexto en el mundo en realizarlo. Manuel Zubiaga indicó que la maniobra no fue realizada ex profeso, sino que al abrir gas y dar más potencia al motor, el aeroplano hizo la maniobra por sí mismo. Tuvo la licencia española de piloto n.º 40.
Se dice que si el avión de los hermanos Wright, hubiese tenido un motor más potente, hubiese también acabado looping the loop -"rizar el rizo"-. Más tarde, durante la Primera Guerra Mundial los pilotos realizaban maniobras acrobáticas para intentar ganar ventaja táctica sobre los aviones enemigos en los combates aéreos.

### Tipos de aviones
Los aviones acrobáticos suelen clasificarse en dos categorías:
- aviones acrobáticos
- aviones capaces de realizar maniobras acrobáticas

Los aviones acrobáticos, como el Pitts Special, el Extra 200, el 300 y el Sukhoi Su-29, están diseñados con el objetivo de obtener las mejores prestaciones en vuelo acrobático. Este diseño conlleva una pérdida de funcionalidad general, como capacidad turística (autonomía, capacidad de carga, número de pasajeros) o facilidad de manejo. En un nivel básico, los aviones capaces de realizar maniobras acrobáticas pueden ser fáciles de manejar, tener una buena capacidad turística mientras mantienen la capacidad de realizar acrobacia básica.

### Grupos
La acrobacia en formación habitualmente se realiza en grupos de hasta 16 aviones, aunque la mayoría de equipos vuelan entre 5 y 10 aviones. Muchos equipos acrobáticos forman parte de las fuerzas armadas de los países, aunque también los hay que vuelan gracias a patrocinadores comerciales. Es común el uso de humo durante las demostraciones, para enfatizar las rutinas realizadas y añadir espectacularidad a las rutinas acrobáticas, así como una decoración espectacular de los aviones. Los equipos militares suelen utilizar los colores de la bandera nacional durante sus actuaciones.

### Tipos de formación
Los equipos acrobáticos vuelan en formaciones cerradas en las que los aviones no están a la misma altura ni exactamente por debajo de otro avión, para evitar las turbulencias producidas por los aviones precedentes, gases del motor, etcétera, sino que cada avión vuela ligeramente por debajo de su inmediato anterior, o al mismo nivel.

### Aviones a reacción
Las maniobras realizadas en aviones de reacción tienen un alcance limitado, ya que estos aviones no pueden aprovecharse del efecto giroscópico que producen las hélices. Además, su necesidad de volar más rápido aumenta el tamaño de las figuras y el tiempo que está el piloto expuesto a altas aceleraciones. Los aviones de reacción, generalmente militares, suelen volar en formación, lo que limita también las maniobras que pueden realizar con seguridad.

### Helicópteros
También existen equipos acrobáticos que vuelan helicópteros, como la Patrulla Aspa española o el equipo indio "Sarang" (en indio, pavorreal). Otros países, como Reino Unido y Estados Unidos, también tienen equipos parecidos.

### Accidentes
Las maniobras acrobáticas necesitan mucho entrenamiento para evitar accidentes. Estos accidentes son muy poco frecuentes, pero pueden tener fácilmente víctimas mortales. Después de varios accidentes notables (incluido el famoso desastre de Ramstein y el desastre de Lviv), las medidas de seguridad se elevaron notablemente, especialmente con la prohibición de realizar maniobras hacia el público o encima de él.
Para iniciarse en la práctica de acrobacias aéreas, es necesario primero recibir entrenamiento en una de las escuelas especializadas.